# Номер один (альбом)
«Номер один» — дебютний альбом українського гурту «неАнгелы». Випущений 2006 року. Має статус золотого.

## Список композицій
| #     | Назва                 | Тривалість |
| ----- | --------------------- | ---------- |
| 1.    | «Ты из тех самых»     | 3:20       |
| 2.    | «Танцуй со мной»      | 3:30       |
| 3.    | «Я знаю, это ты»      | 3:32       |
| 4.    | «Только люби»         | 3:58       |
| 5.    | «Диско»               | 3:38       |
| 6.    | «Сто одиноких свечей» | 3:27       |
| 7.    | «Перелётная птица»    | 3:39       |
| 8.    | «Прощай, любимый мой» | 3:35       |
| 9.    | «Чарами»              | 3:37       |
| 10.   | «Boy»                 | 2:54       |
| 11.   | «Юра, прости»         | 3:38       |
| 38:48 |                       |            |